# اوغور یلماز
اوغور یلماز (انگلیسی: Uğur Yılmaz؛ زادهٔ ۱ اکتبر ۱۹۸۷) بازیکن فوتبال اهل ترکیه است.
از باشگاه‌هایی که در آن بازی کرده‌است می‌توان به باشگاه فوتبال کارتال‌اسپور اشاره کرد.